# Croix-Mare
Croix-Mare ist eine französische Gemeinde mit 713 Einwohnern (Stand: 1. Januar 2022) im Département Seine-Maritime in der Region Normandie. Sie gehört zum Arrondissement Rouen und zum Kanton Notre-Dame-de-Bondeville. Die Einwohner werden Croixmariens und Croixmariennes genannt.

## Geographie
Croix-Mare liegt westlich des Zentrums des Départements, etwa 25 Kilometer nordwestlich von Rouen in der Landschaft Pays de Caux. Umgeben wird Croix-Mare von den Nachbargemeinden Écalles-Alix im Norden und Nordwesten, Flamanville im Norden, Motteville im Norden und Nordosten, Mesnil-Panneville im Osten, Blacqueville im Süden, Saint Martin de l’If im Süden und Südwesten, Touffreville-la-Corbeline im Südwesten sowie Saint-Clair-sur-les-Monts im Westen.

## Einwohnerentwicklung
| 1962                       | 1968 | 1975 | 1982 | 1990 | 1999 | 2006 | 2013 | 2020 |
| -------------------------- | ---- | ---- | ---- | ---- | ---- | ---- | ---- | ---- |
| 460                        | 459  | 436  | 508  | 591  | 590  | 684  | 778  | 733  |
| Quellen: Cassini und INSEE |      |      |      |      |      |      |      |      |

## Sehenswürdigkeiten
- Pfarrkirche Saint-Aubin aus dem 19. Jahrhundert